# Малышевка (Брянская область)
Малышевка — упразднённая деревня в Почепском районе Брянской области России. На момент упразднения входила в состав Супрягинского сельсовета (ныне территория Польниковского сельского поселения). Исключена из учётных данных в 2000 году.

## География
Деревня находилась в центральной части Брянской области, в зоне хвойно-широколиственных лесов, в пределах Полесской низменности, на правом берегу от реки Коста, на расстоянии примерно 2 километров (по прямой) к юго-востоку от села Балыки.

### Климат
Климат характеризуется как умеренно континентальный, с тёплым летом и умеренно холодной зимой. Среднегодовая многолетняя температура воздуха составляет 5,2 °C. Средняя температура воздуха самого тёплого месяца (июля) — 18,4 °C (абсолютный максимум — 37,6 °C); самого холодного (января) — −8,1 °C (абсолютный минимум — −38 °C). Безморозный период длится 195—220 дней. Среднегодовое количество атмосферных осадков составляет 500—550 мм, из которых большая часть выпадает в тёплый период. Снежный покров держится в течение 125 дней. Преобладающие направления ветра в течение года южное и западное.

## История
Постановлением Брянской областной Думы от 5 июля 2000 года деревня исключена из учётных данных.